# Silent Nights
Silent Nights från 1986 är en julskiva med trumpetaren Chet Baker och saxofonisten Christopher Mason. 

## Låtlista
1. Silent Night (Franz Gruber/Joseph Mohr) – 3:00
2. The First Noel (trad) – 2:12
3. We Three Kings (John Henry Hopkins Jr) – 2:33
4. Hark! The Herald Angels Sing (Felix Mendelssohn/Charles Wesley) – 2:06
5. Nobody Knows the Trouble I've Seen (trad) – 4:01
6. Amazing Grace (trad) – 3:43
7. Come All Ye Faithful (John Francis Wade) – 4:33
8. Joy to the World (Lowell Mason/Isaac Watts) – 2:45
9. Amen (trad) – 1:46
10. It Came Upon a Midnight Clear (Edmund Hamilton Sears/Richard Storrs Willis) – 2:01
11. Swing Low, Sweet Chariot (trad) – 3:29
12. Silent Night (Franz Gruber/Josef Mohr) – 4:04

## Medverkande
- Chet Baker – trumpet
- Christopher Mason – altsax
- Mike Pellara – piano
- Jim Singleton – bas
- Johnny Vidacovich – trummor